# Мурленд (Кентуккі)
Мурленд (англ. Moorland) — місто (англ. city) в США, в окрузі Джефферсон штату Кентуккі. Населення — 433 особи (2020).

## Географія
Мурленд розташований за координатами 38°16′21″ пн. ш. 85°34′49″ зх. д. / 38.27250° пн. ш. 85.58028° зх. д. (38.272402, -85.580252).  За даними Бюро перепису населення США в 2010 році місто мало площу 0,24 км², з яких 0,24 км² — суходіл та 0,00 км² — водойми.

## Демографія
Згідно з переписом 2010 року, у місті мешкала 431 особа в 195 домогосподарствах у складі 100 родин. Густота населення становила 1767 осіб/км².  Було 208 помешкань (853/км²).
Расовий склад населення:
| - 84,5 % — білих - 12,5 % — чорних або афроамериканців - 1,4 % — азіатів |

До двох чи більше рас належало 1,6 %. Частка іспаномовних становила 1,4 % від усіх жителів.
За віковим діапазоном населення розподілялося таким чином: 23,2 % — особи молодші 18 років, 68,7 % — особи у віці 18—64 років, 8,1 % — особи у віці 65 років та старші. Медіана віку мешканця становила 36,8 року. На 100 осіб жіночої статі у місті припадало 95,0 чоловіків;  на 100 жінок у віці від 18 років та старших — 93,6 чоловіків також старших 18 років.
Середній дохід на одне домашнє господарство  становив 55 323 долари США (медіана — 50 625), а середній дохід на одну сім'ю — 77 559 доларів (медіана — 56 528). Медіана доходів становила 38 125 доларів для чоловіків та 37 500 доларів для жінок. За межею бідності перебувало 7,9 % осіб, у тому числі 5,8 % дітей у віці до 18 років та 2,8 % осіб у віці 65 років та старших.
Цивільне працевлаштоване населення становило 243 особи. Основні галузі зайнятості: мистецтво, розваги та відпочинок — 22,6 %, освіта, охорона здоров'я та соціальна допомога — 17,3 %, роздрібна торгівля — 13,2 %, науковці, спеціалісти, менеджери — 11,9 %.